# Frans Francken (III)

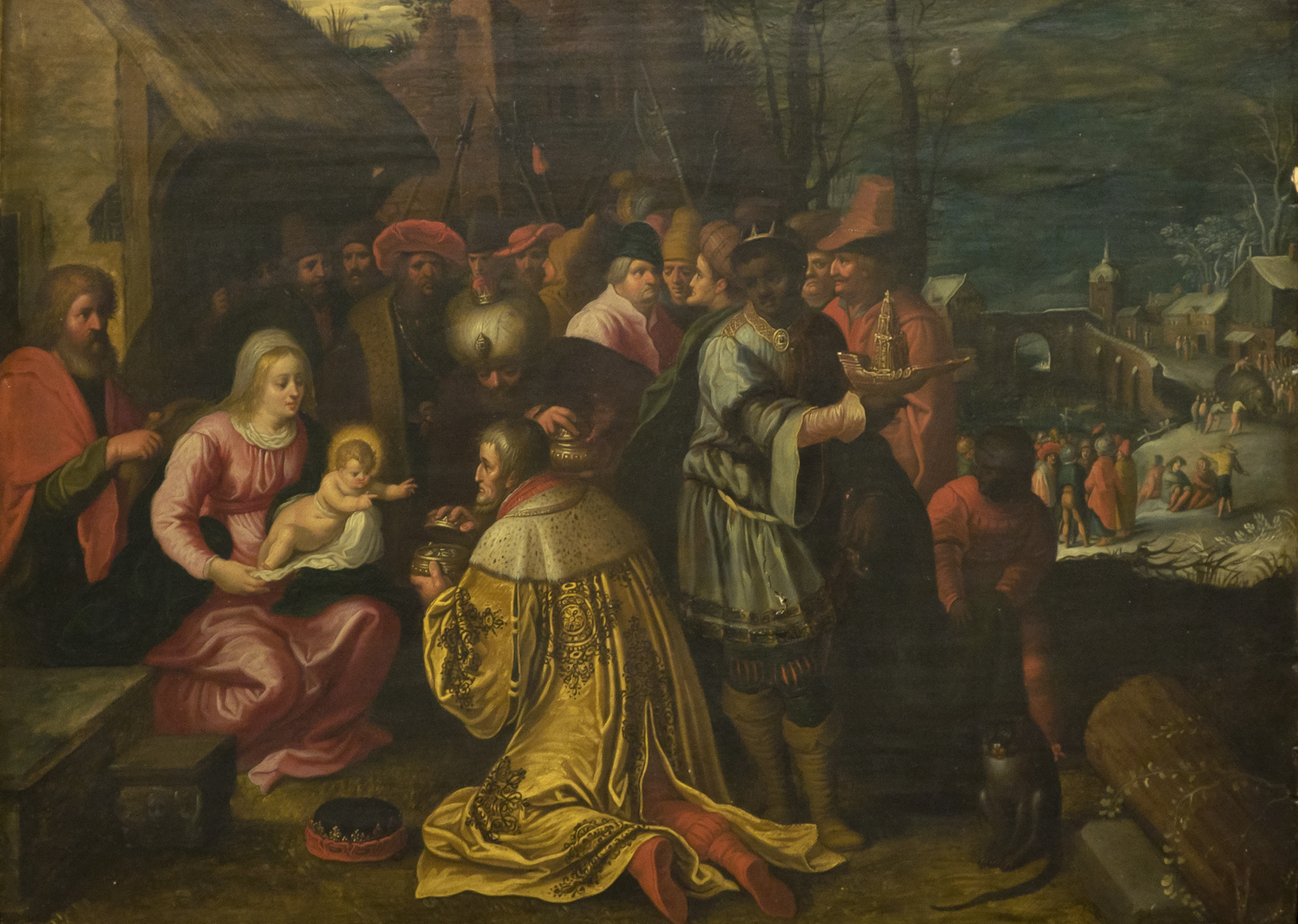
Aanbidding door de wijzen in het Museum voor Schone Kunsten (Doornik)

Frans Francken III of Frans (III) Franck (1607 - 1667) was een Zuid-Nederlands kunstschilder uit de barokperiode die vooral staffage (decoratieve accessoires) schilderde.

## Levensloop
Frans Francken III stamde uit de Antwerpse kunstenaarsfamilie Francken die over verscheidene generaties vele vooraanstaande schilders voortbracht. De schilder die hier beschreven wordt is de laatste met deze naam die vermeldenswaard is. Hij was in de leer bij zijn vader Frans Francken (II). Hij werd lid van het Antwerpse Sint-Lucasgilde in 1639/40. Hij was de leermeester van Carstian Luyckx en Jan Baptist Segaert. Frans III was minder getalenteerd en succesvol als zijn vader en moest in 1656 het huis dat hij van zijn vader had geërfd verkopen en op kamers gaan in Antwerpen.

## Werken
Zijn bijdrage bestaat hoofdzakelijk uit het toevoegen van menselijke figuren aan architecturale werken of landschappen van andere schilders, zoals Pieter Neeffs de Oude en Pieter Neeffs de Jonge. Hij schilderde voorts genrestukken, portretten, stillevens, bloemstillevens, architectuur en kunstgalerijen.
Net als zijn vader, signeerde hij zijn werken meestal met de afkorting 'den jon' (de jonge), zodat stijl de enige basis is om het werk van de twee kunstenaars te onderscheiden. Op een schilderij dat bewaard wordt in een museum te Augsburg signeerde Frans Francken (III) echter als D.6 (Den ouden) F. Franck.
Sommige kerkinterieurs die eerder toegeschreven werden aan Frans II, zijn nu geïdentificeerd als collaboratieve werken van Frans III en Neeffs.
Frans III werd ook weleens de met de bijnaam 'Rubens-Francken' aangeduid, maar er bestaat onzekerheid over de invloed van Peter Paul Rubens op zijn werk.

## Stamboom van de familie Francken
| Nicolaes Francken 1515–1596           |                                       |                                       |                                       |                                       |                                       |  |  |                              |                              |                              |                              |                              |                              |  |  |                                  |                                  |                                  |                                  |                                  |                                  |  |  |                              |                              |                              |                              |                              |                              |  |  |                                      |                                      |                                      |                                      |                                      |                                      |  |  |                                  |                                  |                                  |                                  |                                  |                                  |  |  |                            |                            |                            |                            |                            |                            |  |  |  |  |  |  |  |  |  |  |  |  |  |  |  |  |  |  |  |  |  |  |  |  |  |  |  |  |  |  |  |  |  |  |  |  |  |  |
|                                       |                                       |                                       |                                       |                                       |                                       |  |  |                              |                              |                              |                              |                              |                              |  |  |                                  |                                  |                                  |                                  |                                  |                                  |  |  |                              |                              |                              |                              |                              |                              |  |  |                                      |                                      |                                      |                                      |                                      |                                      |  |  |                                  |                                  |                                  |                                  |                                  |                                  |  |  |                            |                            |                            |                            |                            |                            |  |  |  |  |  |  |  |  |  |  |  |  |  |  |  |  |  |  |  |  |  |  |  |  |  |  |  |  |  |  |  |  |  |  |  |  |  |  |
|                                       |                                       |                                       |                                       |                                       |                                       |  |  |                              |                              |                              |                              |                              |                              |  |  |                                  |                                  |                                  |                                  |                                  |                                  |  |  |                              |                              |                              |                              |                              |                              |  |  |                                      |                                      |                                      |                                      |                                      |                                      |  |  |                                  |                                  |                                  |                                  |                                  |                                  |  |  |                            |                            |                            |                            |                            |                            |  |  |  |  |  |  |  |  |  |  |  |  |  |  |  |  |  |  |  |  |  |  |  |  |  |  |  |  |  |  |  |  |  |  |  |  |  |  |
| Hieronymus Francken I circa 1540–1610 | Hieronymus Francken I circa 1540–1610 | Hieronymus Francken I circa 1540–1610 | Hieronymus Francken I circa 1540–1610 | Hieronymus Francken I circa 1540–1610 | Hieronymus Francken I circa 1540–1610 |  |  | Frans Francken I 1542–1616   | Frans Francken I 1542–1616   | Frans Francken I 1542–1616   | Frans Francken I 1542–1616   | Frans Francken I 1542–1616   | Frans Francken I 1542–1616   |  |  |                                  |                                  |                                  |                                  |                                  |                                  |  |  |                              |                              |                              |                              |                              |                              |  |  |                                      |                                      |                                      |                                      |                                      |                                      |  |  | Ambrosius Francken I 1544–1618   | Ambrosius Francken I 1544–1618   | Ambrosius Francken I 1544–1618   | Ambrosius Francken I 1544–1618   | Ambrosius Francken I 1544–1618   | Ambrosius Francken I 1544–1618   |  |  | (Cornelis Francken) 1545-? | (Cornelis Francken) 1545-? | (Cornelis Francken) 1545-? | (Cornelis Francken) 1545-? | (Cornelis Francken) 1545-? | (Cornelis Francken) 1545-? |  |  |  |  |  |  |  |  |  |  |  |  |  |  |  |  |  |  |  |  |  |  |  |  |  |  |  |  |  |  |  |  |  |  |  |  |  |  |
| Hieronymus Francken I circa 1540–1610 | Hieronymus Francken I circa 1540–1610 | Hieronymus Francken I circa 1540–1610 | Hieronymus Francken I circa 1540–1610 | Hieronymus Francken I circa 1540–1610 | Hieronymus Francken I circa 1540–1610 |  |  | Frans Francken I 1542–1616   | Frans Francken I 1542–1616   | Frans Francken I 1542–1616   | Frans Francken I 1542–1616   | Frans Francken I 1542–1616   | Frans Francken I 1542–1616   |  |  |                                  |                                  |                                  |                                  |                                  |                                  |  |  |                              |                              |                              |                              |                              |                              |  |  |                                      |                                      |                                      |                                      |                                      |                                      |  |  | Ambrosius Francken I 1544–1618   | Ambrosius Francken I 1544–1618   | Ambrosius Francken I 1544–1618   | Ambrosius Francken I 1544–1618   | Ambrosius Francken I 1544–1618   | Ambrosius Francken I 1544–1618   |  |  | (Cornelis Francken) 1545-? | (Cornelis Francken) 1545-? | (Cornelis Francken) 1545-? | (Cornelis Francken) 1545-? | (Cornelis Francken) 1545-? | (Cornelis Francken) 1545-? |  |  |  |  |  |  |  |  |  |  |  |  |  |  |  |  |  |  |  |  |  |  |  |  |  |  |  |  |  |  |  |  |  |  |  |  |  |  |
|                                       |                                       |                                       |                                       |                                       |                                       |  |  |                              |                              |                              |                              |                              |                              |  |  |                                  |                                  |                                  |                                  |                                  |                                  |  |  |                              |                              |                              |                              |                              |                              |  |  |                                      |                                      |                                      |                                      |                                      |                                      |  |  |                                  |                                  |                                  |                                  |                                  |                                  |  |  |                            |                            |                            |                            |                            |                            |  |  |  |  |  |  |  |  |  |  |  |  |  |  |  |  |  |  |  |  |  |  |  |  |  |  |  |  |  |  |  |  |  |  |  |  |  |  |
| Isabella Francken                     | Isabella Francken                     | Isabella Francken                     | Isabella Francken                     | Isabella Francken                     | Isabella Francken                     |  |  | Thomas Francken 1574–na 1639 | Thomas Francken 1574–na 1639 | Thomas Francken 1574–na 1639 | Thomas Francken 1574–na 1639 | Thomas Francken 1574–na 1639 | Thomas Francken 1574–na 1639 |  |  | Hieronymus Francken II 1578–1623 | Hieronymus Francken II 1578–1623 | Hieronymus Francken II 1578–1623 | Hieronymus Francken II 1578–1623 | Hieronymus Francken II 1578–1623 | Hieronymus Francken II 1578–1623 |  |  | Frans Francken II 1581–1642  | Frans Francken II 1581–1642  | Frans Francken II 1581–1642  | Frans Francken II 1581–1642  | Frans Francken II 1581–1642  | Frans Francken II 1581–1642  |  |  | Ambrosius Francken II 1590–1632      | Ambrosius Francken II 1590–1632      | Ambrosius Francken II 1590–1632      | Ambrosius Francken II 1590–1632      | Ambrosius Francken II 1590–1632      | Ambrosius Francken II 1590–1632      |  |  |                                  |                                  |                                  |                                  |                                  |                                  |  |  | Hans Francken 1581–1624    | Hans Francken 1581–1624    | Hans Francken 1581–1624    | Hans Francken 1581–1624    | Hans Francken 1581–1624    | Hans Francken 1581–1624    |  |  |  |  |  |  |  |  |  |  |  |  |  |  |  |  |  |  |  |  |  |  |  |  |  |  |  |  |  |  |  |  |  |  |  |  |  |  |
| Isabella Francken                     | Isabella Francken                     | Isabella Francken                     | Isabella Francken                     | Isabella Francken                     | Isabella Francken                     |  |  | Thomas Francken 1574–na 1639 | Thomas Francken 1574–na 1639 | Thomas Francken 1574–na 1639 | Thomas Francken 1574–na 1639 | Thomas Francken 1574–na 1639 | Thomas Francken 1574–na 1639 |  |  | Hieronymus Francken II 1578–1623 | Hieronymus Francken II 1578–1623 | Hieronymus Francken II 1578–1623 | Hieronymus Francken II 1578–1623 | Hieronymus Francken II 1578–1623 | Hieronymus Francken II 1578–1623 |  |  | Frans Francken II 1581–1642  | Frans Francken II 1581–1642  | Frans Francken II 1581–1642  | Frans Francken II 1581–1642  | Frans Francken II 1581–1642  | Frans Francken II 1581–1642  |  |  | Ambrosius Francken II 1590–1632      | Ambrosius Francken II 1590–1632      | Ambrosius Francken II 1590–1632      | Ambrosius Francken II 1590–1632      | Ambrosius Francken II 1590–1632      | Ambrosius Francken II 1590–1632      |  |  |                                  |                                  |                                  |                                  |                                  |                                  |  |  | Hans Francken 1581–1624    | Hans Francken 1581–1624    | Hans Francken 1581–1624    | Hans Francken 1581–1624    | Hans Francken 1581–1624    | Hans Francken 1581–1624    |  |  |  |  |  |  |  |  |  |  |  |  |  |  |  |  |  |  |  |  |  |  |  |  |  |  |  |  |  |  |  |  |  |  |  |  |  |  |
|                                       |                                       |                                       |                                       |                                       |                                       |  |  |                              |                              |                              |                              |                              |                              |  |  |                                  |                                  |                                  |                                  |                                  |                                  |  |  |                              |                              |                              |                              |                              |                              |  |  |                                      |                                      |                                      |                                      |                                      |                                      |  |  |                                  |                                  |                                  |                                  |                                  |                                  |  |  |                            |                            |                            |                            |                            |                            |  |  |  |  |  |  |  |  |  |  |  |  |  |  |  |  |  |  |  |  |  |  |  |  |  |  |  |  |  |  |  |  |  |  |  |  |  |  |
|                                       |                                       |                                       |                                       |                                       |                                       |  |  |                              |                              |                              |                              |                              |                              |  |  |                                  |                                  |                                  |                                  |                                  |                                  |  |  | Frans Francken III 1607–1667 | Frans Francken III 1607–1667 | Frans Francken III 1607–1667 | Frans Francken III 1607–1667 | Frans Francken III 1607–1667 | Frans Francken III 1607–1667 |  |  | Hieronymus Francken III 1611–na 1661 | Hieronymus Francken III 1611–na 1661 | Hieronymus Francken III 1611–na 1661 | Hieronymus Francken III 1611–na 1661 | Hieronymus Francken III 1611–na 1661 | Hieronymus Francken III 1611–na 1661 |  |  | Ambrosius Francken III 1614–1662 | Ambrosius Francken III 1614–1662 | Ambrosius Francken III 1614–1662 | Ambrosius Francken III 1614–1662 | Ambrosius Francken III 1614–1662 | Ambrosius Francken III 1614–1662 |  |  |                            |                            |                            |                            |                            |                            |  |  |  |  |  |  |  |  |  |  |  |  |  |  |  |  |  |  |  |  |  |  |  |  |  |  |  |  |  |  |  |  |  |  |  |  |  |  |
|                                       |                                       |                                       |                                       |                                       |                                       |  |  |                              |                              |                              |                              |                              |                              |  |  |                                  |                                  |                                  |                                  |                                  |                                  |  |  | Frans Francken III 1607–1667 | Frans Francken III 1607–1667 | Frans Francken III 1607–1667 | Frans Francken III 1607–1667 | Frans Francken III 1607–1667 | Frans Francken III 1607–1667 |  |  | Hieronymus Francken III 1611–na 1661 | Hieronymus Francken III 1611–na 1661 | Hieronymus Francken III 1611–na 1661 | Hieronymus Francken III 1611–na 1661 | Hieronymus Francken III 1611–na 1661 | Hieronymus Francken III 1611–na 1661 |  |  | Ambrosius Francken III 1614–1662 | Ambrosius Francken III 1614–1662 | Ambrosius Francken III 1614–1662 | Ambrosius Francken III 1614–1662 | Ambrosius Francken III 1614–1662 | Ambrosius Francken III 1614–1662 |  |  |                            |                            |                            |                            |                            |                            |  |  |  |  |  |  |  |  |  |  |  |  |  |  |  |  |  |  |  |  |  |  |  |  |  |  |  |  |  |  |  |  |  |  |  |  |  |  |
|                                       |                                       |                                       |                                       |                                       |                                       |  |  |                              |                              |                              |                              |                              |                              |  |  |                                  |                                  |                                  |                                  |                                  |                                  |  |  |                              |                              |                              |                              |                              |                              |  |  | Constantijn Francken 1661–1717       |                                      |                                      |                                      |                                      |                                      |  |  |                                  |                                  |                                  |                                  |                                  |                                  |  |  |                            |                            |                            |                            |                            |                            |  |  |  |  |  |  |  |  |  |  |  |  |  |  |  |  |  |  |  |  |  |  |  |  |  |  |  |  |  |  |  |  |  |  |  |  |  |  |